# Симонов, Иван Александрович
Иван Александрович Симонов (род. 10 января 1991, Москва) — современный российский художник. Занимается стрит-артом.
Известность приобрел под тегом #маленькиелюди.
Используемая техника в работах: коллаж, паблик-арт, скульптура.

Работает на стыке различных художественных направлений: фотография, коллаж, стрит-арт.
Интегрирует в городскую среду фотографии людей небольшого формата, распечатанные в черно-белом исполнении на обычном офисном принтере — Энциклопедия российского уличного искусства
Участник выставок и фестивалей уличного искусства и ярмарок современного искусства.
Работы находятся в музеях: Copelouzos Family Art Museum, Greece и Музее Стрит-арта, Санкт-Петербург; Фонде «ВИНЗАВОД».

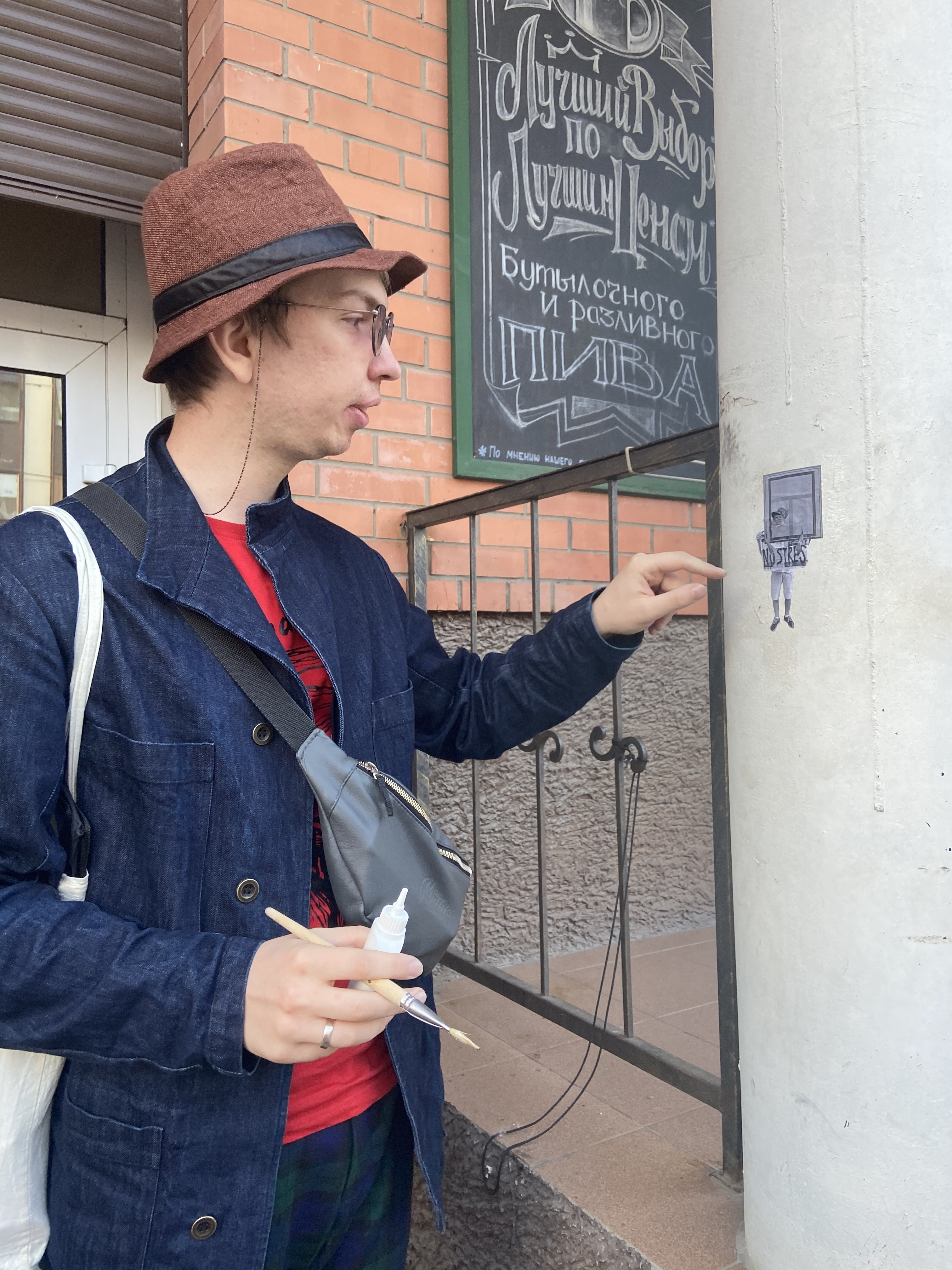
Иван Симонов интегрирует проект «Маленькие люди» в городскую среду Архангельска, 2021

## Биография
Родился в Москве.
С 1997—2000 обучается в гимназии № 1637 (Москва)
С 2000—2005 проходит обучение в кадетской школе-интернате «Третий Московский кадетский корпус им. Александра Невского»
Начал рисовать на улице в 2005 году перерисовывая куски из онлайн граффити-игры LRPD vandalsquad.
С 2006 по 2010 год студент Финансового колледжа (г. Москва)
C 2011 года художник работает в области документальной фотографии, опыт в которой помогает ему создать проект #маленькиелюди.
Закончил Московский Государственный Институт Культуры кафедра режиссура театрализованных представлений и праздников в 2016 году.
Работал в библиотечной системе г. Москвы, откуда уволился, чтобы начать художественную карьеру.
В 2016 году создал уличный проект #маленькиелюди.
В 2019 году стал участником проекта «Стена» на Винзавод.
В 2021 году при содействии Музея стрит-арта, создал спец ливрею для авиакомпании S7 airlines
Наиболее известные проекты «#маленькиелюди» и «ПРОДАНО»".
В 2021 стал Номинантом премии им. Сергея Курехина «Искусство в городском пространстве. Проект #маленькиелюди», Санкт-Петербург
В 2021 году совместно с граффити-художником Саша BLA создал проект об уличном искусстве «СтритАртВчера» зин-журнал «Маленькие люди».
Живет и работает в Москве.

## Выставки
Персональные выставки:
2023 — «Текст как ландшафт», Галерея pop/off/art, Москва
2022 — «15 сторис». Галерея ГРАУНД Солянка. Москва
2022 — Маленькие люди. Проект галереи паблик-арта BINGO, Севкабель порт, Санкт-Петербург
2021 — «Черное на белом» онлайн выставка, галерея «Беляево», Москва
2020 — «Сопоставления», Syntax Gallery, г. Москва
2019 — «ПРОДАНО», SENSE Gallery, г. Москва
2019 — проект «Стена», ЦСИ Винзавод, г. Москва
2018 — «ОбъектыОбъедки», «Notfoundgallery», г. Москва
2018 — «Ожидание/Реальность» Галерея «Треугольник», г. Москва
Групповые выставки:
2021—2022 — «True ли». RuArts Foundation. Москва
2021 — «Ничего страшного», галерея «Ростов», Ростов
2021 — «Посторонним В!», Ural Vision Gallery, Екатеринбург
2021 — «Выставка одинакового искусства», галерея «Пересветов переулок», Москва
2020 — «Стены помогают», ЦСИ Винзавод, г. Москва
2019 — «Пятый аукцион искусства художников уличной волны», RuArts Gallery, г. Москва
2019 — «Хоть стой, хоть падай» Стрит-арт музей, г. Санкт-Петербург
2018 — «Совместимости», Галерея «Треугольник», г. Москва
2018 — Фотоконкурс «Best of Russia-2017», г. Москва
2017 — Выставка уличных художников «Искусство в городе», галерея «Богородское», г. Москва

## Фестивали и награды
2022 — Фестиваль стрит-арта «Ничего страшного», г. Ростов-на-Дону.
2021 — Фестиваль «Морфология улиц», г. Тюмень
2021 — Лауреат арт-резиденции художественно-исследовательского проекта City Says г. Архангельск
2019 — Фестиваль «30 граней города», Артмоссфера, г. Железногорск
2018 — Фестиваль «30 граней движения» в рамках 3ей Биеннале уличного искусства «Артмоссфера», г. Москва
2018, 2019, 2020 — Фестиваль нелегального уличного искусства «Карт-Бланш», г. Екатеринбург
2018 — Победитель «Best of Russia-2017», г. Москва с фотографией совместной уличной работой с Кириллом Кто.

## Проект «#маленькие люди»
В 2016 году создан уличный проект #маленькиелюди, где художник исследует человека и его социальные проявления в обществе.
Первая серия фотографий была сделала на пляже в Сочи. Изображения героев распечатанных на домашнем принтере, появились на улицах Москвы летом 2016 года. После чего художник начал расширять количество героев "выхватывая персонажей из действительности с помощью фотообъектива, а спустя время возвращать их в реальность, акцентируя внимание на одиночестве. Клеить бумажных героев на клей ПВА в городе Москве, художник начинает с водосточных труб и стен на Сухаревской площади..
При помощи фотографии людей, встреченных художником в общественных пространствах и изменении контекста, он обращает внимание зрителя на хрупкость человеческой жизни и ее неординарность.
За время существования проект стал полноценной частью московского стрит-арта.
Техника проекта «#маленькиелюди» — коллаж из бумаги. В проекте используется фотографии, выполненные только Иваном.
В 2018 году был снят документальный фильм про проект.Режиссер Сергей Спинжарь.
В 2021 году была создана спец ливрея для S7 Airlines(есть ссылка) при участии Музея Стрит арта (Спб) (Есть ссылка) c работой из проекта, где в роли героя выступает сам Иван Симонов. Работа выполнена на Airbus А-320 c бортовым номером VP-BOG..

## Проект «Продано»
В 2019 году художник начал проект «Продано», обращающий внимание на проблемы современного общества, халатное и расточительское отношение к окружающему пространству и взаимоотношениям между людьми. 
«Улица используется в коммерческих целях, для пиара и самопрезентации, будь то фасад здания или расклейка рекламных постеров. Таким образом переназначая ее из пространства для коммуникаций и общения в площадку для продажи. Используя в городе скотч с надписью „продано“, я возвращаю улице возможность диалога и призываю обратить внимание на различные общественные проблемы». 
В ходе работы над проектом использовались различные городские поверхности и объекты которые заматывались скотчем или на которые наносились надписи с его помощью.

## Резиденции
2021 — City Says. ЦСИ Арка, Архангельск
2021 — «Дай Пять», Воронеж
2021 — «Ничего страшного», Ростов
2020 — «Открытые студии» 5 сезон. Винзавод. Москва

## Музейные коллекции
Copelouzos Family Art Museum, Греция
Музей современного искусства PERMM, Пермь
Фонд содействия развитию современного искусства Ruarts Foundation, Москва
Музей Стрит-арта, Санкт-Петербург
Библиотека музея «Гараж», Москва
ЦСИ «Сияние», Апатиты